# Skoghalls kyrka
Skoghalls kyrka är en kyrkobyggnad som tillhör Hammarö församling i Karlstads stift. Kyrkan ligger på en höjd i centrala Skoghall.

## Kyrkobyggnaden
Kyrkan uppfördes efter ritningar av arkitekterna Jan Hallén, Karsten Kirkegaard och Aage Porsbo. Tredje söndagen i advent 1957 invigdes kyrkan.
Kyrkan är byggd av tegel och består av ett långhus med öst-västlig orientering. I öster ligger koret och söder om koret finns en vidbyggd sakristia. Kyrkan har vitkalkade väggar och ett brant sadeltak klätt med skiffer. 
Kyrkorummet har vitmålade tegelväggar och ett innertak klätt med vitkalkade träpaneler. Golvet är belagt med gult tegel.
Strax sydväst om kyrkan står en klockstapel som uppfördes 1949.

## Inventarier
- Orgeln med 27 stämmor och tre manualer är byggd av Grönlunds Orgelbyggeri i Gammelstad. Orgeln installerades 1960.
- Den triangelformade dopfunten av glas är utförd av konstnär Folke Heybroek. Han har även tillverkat altarkrucifixet.

### Webbkällor
- Kyrkor i Karlstads stift Del I, Utgiven av Värmlands Museum och Karlstads stift, 2008, ISBN 91-85224-71-5
- Hammarö församling informerar
- anläggningspresentation
- byggnadspresentation
- Wikimedia Commons har media som rör Skoghalls kyrka.